# Ксенжполь
Ксенжполь (пол. Księżpol) — деревня в Билгорайском повете Люблинского воеводства Польши. Административный центр гмины Ксенжполь. По данным переписи 2011 года, в деревне проживало 1210 человек.

## География
Деревня расположена на юго-востоке Польши, в пределах Сандомирской низменности, на левом берегу Танева, вблизи места впадения в него ручья Злота-Нитка, на расстоянии приблизительно 13 километров к югу от города Билгорай, административного центра повета. Абсолютная высота — 190 метров над уровнем моря. По восточной окраине населённого пункта проходит региональная автодорога 835.

## История
Основана в начале XVI века. Согласно «Военно-статистическому обозрению Российской Империи», в 1847 году в Княжполе (дореволюционное название) проживало 909 человек. В административном отношении село входило в состав Замостского уезда Люблинской губернии Царства Польского. По состоянию на 1890 год село Княжполь являлось центром одноимённой гмины в составе Белгорайского уезда.
В период с 1975 по 1998 годы деревня входила в состав Замойского воеводства.

## Население
Демографическая структура по состоянию на 31 марта 2011 года:
|         | Всего | До трудоспособного возраста | Трудоспособного возраста | Старше трудоспособного возраста |
| ------- | ----- | --------------------------- | ------------------------ | ------------------------------- |
| Мужчины | 589   | 147                         | 406                      | 36                              |
| Женщины | 621   | 143                         | 358                      | 120                             |
| Всего   | 1210  | 290                         | 764                      | 156                             |